# Japonais d'origine étrangère
Un Japonais d'origine étrangère est une personne née en dehors du Japon et qui, plus tard, acquiert la citoyenneté japonaise. Cette catégorie comprend les personnes de descendance japonaise et étrangère. La 1re sous-catégorie détermine les nuances des lois nationales et internationales qui définissent la citoyenneté des bébés.

## Thèmes légaux
Voir Nationalité japonaise (en).
Sous la loi japonaise, les adultes ne peuvent généralement pas avoir la citoyenneté japonaise et étrangère à la fois (double nationalité) :
- ceux qui ont acquis la double nationalité avant l'âge de 20 ans doivent choisir une seule nationalité avant l'âge de 22 ans.
- ceux qui ont acquis la double nationalité après l'âge de 20 ans doivent choisir une seule nationalité en 2 ans.

Beaucoup de Japonais d'origine étrangère qui sont naturalisés japonais décident d'adopter un nom japonais, bien qu'on ne les oblige pas à faire ainsi.
Aucune loi n'interdit à un Japonais d'origine étrangère d'être élu à la Diète, le parlement national japonais, comme Marutei Tsurunen, un Finlandais, qui est devenu le premier Japonais d'origine étrangère élu à la Diète.
Ainsi, un Japonais d'origine étrangère pourrait devenir premier ministre du Japon.
Probablement à cause de la barrière de la langue japonaise, de la possible difficulté à obtenir la citoyenneté japonaise et à cause des différences culturelles, les Japonais d'origine étrangère représentent un tout petit pourcentage de la population japonaise. À la différence des pays où les personnes qui y naissent sont automatiquement naturalisées, beaucoup de personnes qui naissent puis vivent au Japon de façon permanente, comme les Coréens et les Chinois, gardent leur nationalité d'origine (voir Zainichi).
Il y a une discussion constante entre le gouvernement et les députés pour savoir s'il faut créer un statut similaire aux résidents permanents des États-Unis.

## Personnes naturalisées
Plusieurs sportifs d'origine étrangère ont acquis la nationalité japonaise :
- Rikidōzan (né Kim Sin-Nak), lutteur de sumo et catcheur d'origine coréenne ;
- Akebono Taro (né Chad Rowan), d'origine américaine, premier sumotori non-japonais à accéder au grade de yokozuna, également catcheur ;
- Kenny Omega, catcheur d'origine canadienne ;
- Dido Havenaar et son fils Mike, footballeurs d'origine néerlandaise ;
- Wagner Lopes (né Wagner Augusto Lopes), Ruy Ramos (né Ruy Gonçalves Ramos Sobrinho), Ademir Santos,  Alessandro dos Santos, footballeurs d'origine brésilienne ;
- J. R. Sakuragi (né Milton "J.R." Henderson), joueur de basket-ball originaire des États-Unis.

Quelques personnalités ont également acquis la nationalité japonaise :
- Marutei Tsurunen (né Martti Turunen), homme politique d'origine finlandaise, élu à la Diète du Japon ;
- Donald Keene (ou Donarudo Kiin), universitaire japonologue d'origine américaine, qui a choisi de prendre sa retraite au Japon par solidarité avec le peuple japonais après le séisme de 2011 de la côte Pacifique du Tōhoku[1].